# Patricia Girard-Léno
Patricia Girard-Léno, född den 8 april 1968 i Pointe-à-Pitre, Guadeloupe, är en fransk före detta friidrottare som tävlade i häcklöpning.
Girard-Léno tillhörde under 1990-talet och början av 2000-talet världseliten på framförallt 60 meter häck. Hon blev två gånger europamästare inomhus, både 1996 och 1998. Hon blev även silvermedaljör vid inomhus VM 1993 och 1997.
Även på 100 meter häck var hon flera gånger i final vid större mästerskap. Hennes främsta merit är bronset från Olympiska sommarspelen 1996. Både vid VM 1999, VM 2003 och vid EM 2002 var hon i final fast utan att bli medaljör.
Hon blev även som en del av det franska stafettlaget över 4 x 100 meter medaljör. Vid VM på hemmaplan 2003 var hon med och vann guld tillsammans med Christine Arron, Muriel Hurtis och Sylviane Felix.
1990 fastnade hon i ett dopingtest och stängdes av två år för doping.

## Personliga rekord
- 60 meter - 7,25
- 60 meter häck - 7,84
- 100 meter - 11,11
- 200 meter - 23,40
- 100 meter häck - 12,59